# Selenocisteïna
La selenocisteïna és un aminoàcid present en molts enzims (per exemple, glutatió peroxidasa, formiat deshidrogenasa, tioreduxin reductasa, glicina reductasa). L'estructura de la selenocisteïna és com la de la cisteïna, on el sofre és substituït per un àtom de seleni.
Al contrari del que passa amb altres aminoàcids, la selenocisteïna no és codificada directament en el codi genètic. La inserció de la selenocisteïna en la proteïna és duta a terme per un mecanisme especial en el que hi intervé un codó UGA (que normalment és un codó aturador) i la presència de l'Element SECIS en la seqüència del RNA missatger.
Les proteïnes que tenen un o més residus de selenocisteïna s'anomenen selenoproteïnes.